# オロデス1世
オロデス1世（Orodes I、在位：紀元前80年 - 紀元前76年／75年）は、アルサケス朝パルティア王国の王。

## 生涯
紀元前80年の記録で、バビロニア出土の粘土板に初めて現れる。代わりにそれまでのパルティア王ゴタルゼス1世の名は現れなくなる。おそらくゴタルゼス1世との争いがあったと思われる。オロデス1世は短期間しか統治しなかった。紀元前76年または75年の粘土板にはアルシャカン（おそらくシナトルケス）という名の王と、彼の姉妹で妻であったイスブバルザという王妃の名が現れる。

## 参考資料
- ニールソン・C・デベボイス（訳：小玉新次郎、伊吹寛子）『パルティアの歴史』（山川出版社、1993年、ISBN 4634658607）